# Masový únos v Iguale

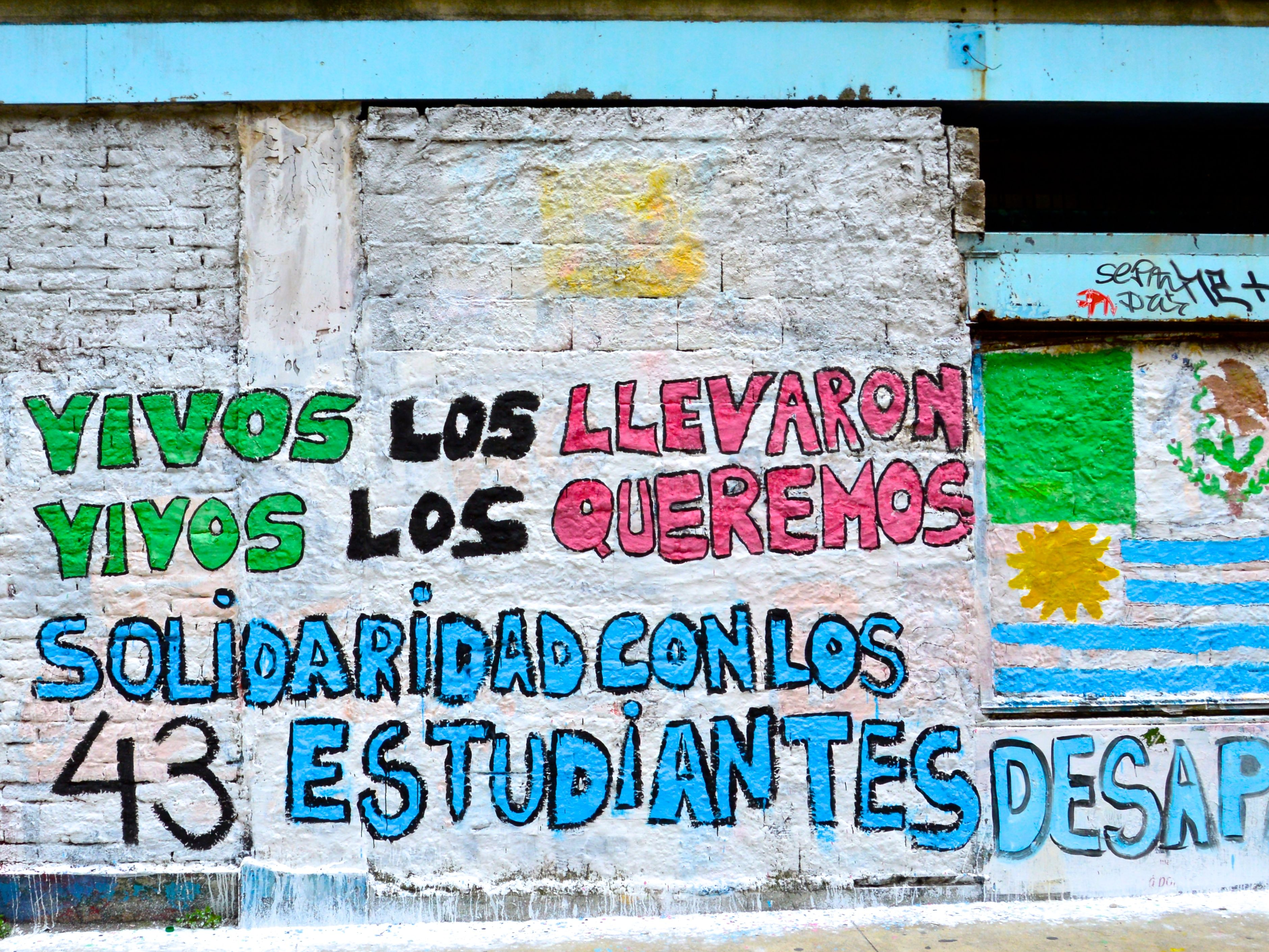
Grafity v Iguale: „Vzali je živé! Chceme je zpět živé! Solidarita s 43 zmizelými studenty.“

Masový únos v Iguale se odehrál 26. září 2014 ve městě Iguala v mexickém státě Guerrero, když se 43 studentů z Escuela Normal Rural „Raúl Isidro Burgos“ stalo nezvěstnými. Podle oficiálního vyšetřování nařídili studenti v Ayotzinapě několika autobusům, aby je odvezly do Igualy, kde chtěli narušit konferenci kandidátky na pozici starostky Maríi de los Ángeles Pinedaové, která byla manželkou tehdejšího starosty Josého Luise Abarcy. Studenti byli zadrženi místní policii a poté předáni příslušníkům drogového kartelu Guerreros Unidos, kteří je dle oficiální verze usmrtili a jejich těla následně spálili. Podle mexických úřadů si vraždu studentů objednali starosta José Luis Abarca a jeho žena, která měla mít na kartel Guerreros Unidos rodinnou vazbu.
Starosta se svou ženou byli měsíc po svém útěku zadrženi v hlavním městě Mexiko. Náčelník igualské policie Felipe Flores Velásquez zůstává na útěku. Událost způsobila nepokoje a útoky proti vládním budovám ve státě Guerrero, jehož guvernér Ángel Aguirre Rivero v důsledku protestů rezignoval. Zmizení studentů se stalo největším politickým skandálem administrativy prezidenta Enriqua Peñi Nieta, který vedl k celonárodním protestům a mezinárodnímu odsouzení.
7. listopadu 2014 oznámil mexický generální prokurátor Jesús Murillo Karam, že policie nalezla v řece poblíž města Cocula několik plastových tašek obsahujících části lidských ostatků, které by mohly patřit zmizelým studentům. Nejméně 80 podezřelých, včetně 44 policistů, bylo v průběhu vyšetřování zadrženo. Univerzita v Innsbrucku provedla genetickou analýzu ostatků, která potvrdila, že jde o ostatky jednoho z unesených studentů.